# Oddział Jakowa J. Fomina
Oddział Jakowa J. Fomina (ros. Oтряд Яковa Е. Фоминa) – antybolszewicki oddział zbrojny nad Donem w latach 1921–1922
Jakow J. Fomin podczas I wojny światowej służył w 52 Dońskim Pułku Kozackim. Następnie przeszedł do bolszewików, zostając dowódcą 28 Dońskiego Pułku Kozackiego, a potem zastępcą wojenkoma okręgu. Od marca 1919 r. był dowódcą jednej z dywizji 2 Armii Konnej. Został schwytany przez antybolszewickich powstańców kozackich i uwięziony. W marcu 1920 r. został wezwany do rodzinnego chutoru Rubieżnyj, gdzie stanął na czele karnego szwadronu konnego. Z powodu nasilających się dostaw obowiązkowych i rozstrzeliwań miejscowej ludności kozackiej w poł. marca 1921 r. w stanicy Bieszenskaja ogłosił powstanie przeciwko bolszewikom. Sformował oddział zbrojny. Nastąpiło to pod wpływem informacji o buncie pobliskiego batalionu karnego Kiryłła T. Wakulina. Buntownikom nie udało się jednak wyrzucić oddziałów bolszewickich ze stanicy Bieszenskaja, dlatego wycofali się w kierunku południowo-wschodnim. Jakow J. Fomin zamierzał wzniecić nowe powstanie wśród Kozaków nad Donem. Do końca marca 1921 r. oddział poruszał się po chutorach na prawym brzegu Donu w celu skłonienia ich mieszkańców do wystąpienia przeciwko bolszewikom. Kozacy przyjmowali jednak buntowników chłodno. Nie doszło do masowego wstępowania ochotników do oddziału J. J. Fomina. W tej sytuacji zaczęło dochodzić do coraz liczniejszych dezercji z oddziału. Na pocz. kwietnia tego roku pozostało w nim jedynie 86 ludzi. Przeszli oni na lewy brzeg Donu w rejonie chutoru Rybnyj, po czym przeprowadzili rajd do granicy z gubernią woroneską, dochodząc do stanicy Szumilinskaja. Stamtąd skierowali się z powrotem na wschód, nie chcąc opuścić okręgu dońskiego. Śladami Kozaków szedł bolszewicki oddział konny Żurawliowa o liczebności dwa razy większej z 6 ręcznymi karabinami maszynowymi. 18 kwietnia pod chutorem Ożogin doszło do walki, zakończonej całkowitym rozbiciem buntowników. Jakowowi J. Fominowi na czele niewielkiej grupy podkomendnych udało się zbiec. W maju utworzył on kolejny antybolszewicki oddział konny w sile ok. 130 ludzi. Za nim ruszyło kilka szwadronów bolszewickiego 13 Pułku Kawalerii. Do buntowników do jesieni dołączyły mniejsze grupy i oddziały kozackie, działające w okręgu choperskim i dońskim (m.in. resztki oddziałów Kurocznika i Grigorija S. Masłakowa). 16 marca 1922 r. w rejonie chutoru Krugłowka, leżącego na granicy okręgu choperskiego, oddział J. J. Fomina został otoczony i rozbity przez oddziały bolszewickie. Jakow J. Fomin i ponad 100 jego podkomendnych zginęli.